# Fanny Liatard et Jérémy Trouilh
Fanny Liatard et Jerémy Trouilh sont un duo de réalisateurs et scénaristes français. Leur premier long métrage Gagarine est sélectionné au Festival de Cannes 2020,.

## Biographie
Fanny Liatard et Jérémy Trouilh se sont rencontrés à l'occasion de leurs études à Science Po Bordeaux.

## Carrière
En 2015, le duo réalise ses deux premiers courts, Gagarine et La République des Enchanteurs. En 2018, il tournent un nouveau court-métrage, Chien Bleu, réalisé à Aubervilliers entre les quartiers Emile Dubois et la Maladrerie, dans un processus — déjà utilisé précédemment par les deux metteurs en scène — de co-création avec les habitants des quartiers et des associations locales.
Après avoir été projeté dans plusieurs festivals, en 2020, leur troisième court métrage est nommé au César du cinéma.
Entre 2019 et 2020, Fanny Liatard et Jérémy Trouilh réalisent leur premier long métrage Gagarine, tourné dans la cité de la Cité Gagarine à l'orée de la destruction. Le film est sélectionné au Festival de Cannes 2020 et obtient le label du festival malgré l'annulation de celui-ci à cause du confinement de 2020 en France.

## Filmographie

### Courts métrages
- 2016 : Gagarine
- 2016 : La République des Enchanteurs
- 2018 : Chien bleu
- 2024 : Bacata

### Longs métrages
- 2020 : Gagarine